# Stare schronisko PTT na Hali Gąsienicowej

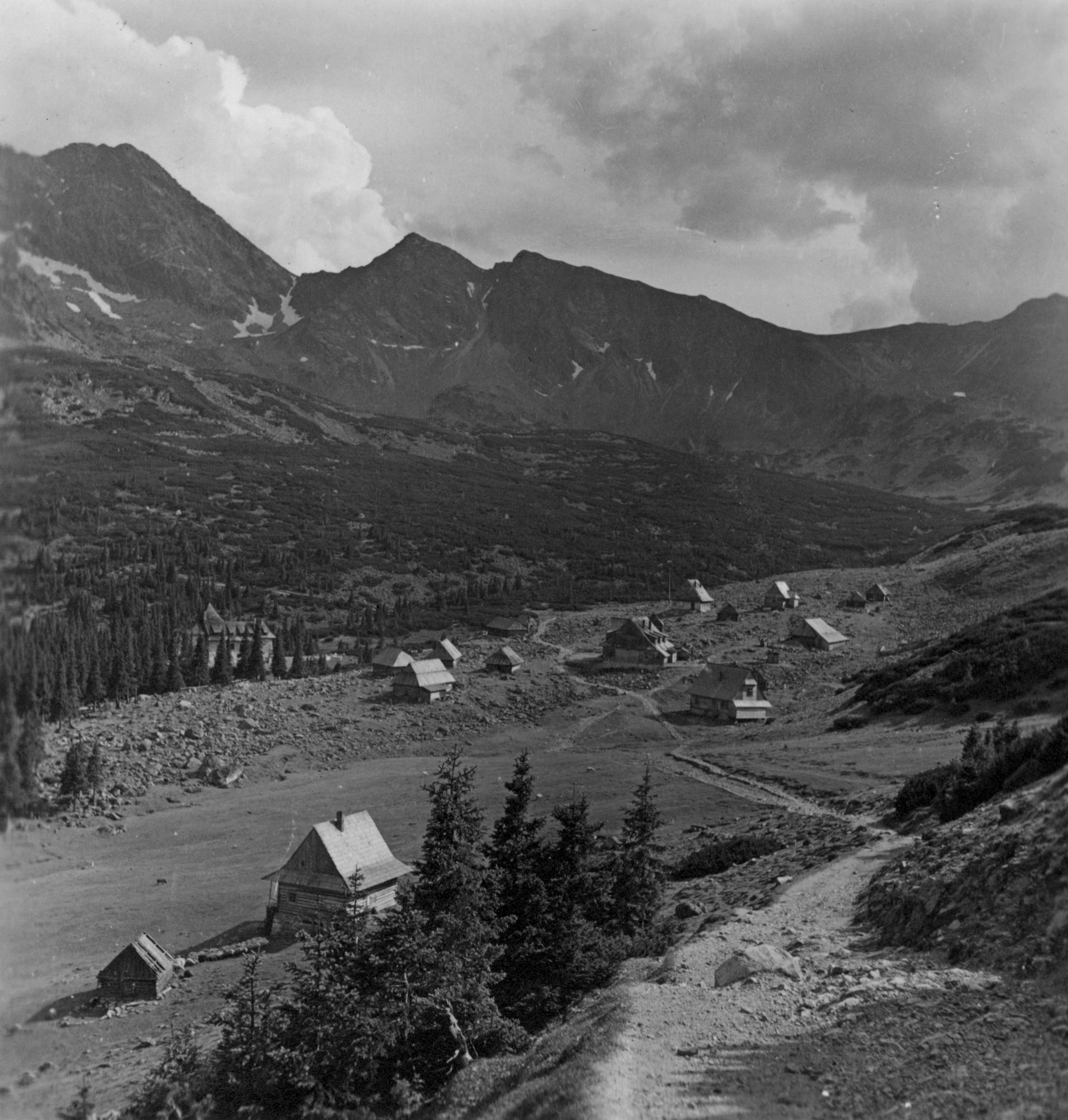
Rówienki w trakcie II wojny światowej. Schronisko PTT widoczne w głębi, w środkowej części fotografii jako ostatni budynek na lewo od ścieżki

Stare schronisko PTT na Hali Gąsienicowej – zwyczajowa nazwa, jaką po wybudowaniu „Murowańca” określano nieistniejące obecnie schronisko turystyczne Polskiego Towarzystwa Tatrzańskiego usytuowane na Rówienkach Stawiańskich – w północnej części Hali Gąsienicowej w Tatrach Zachodnich.

## Historia
Hala Gąsienicowa była licznie odwiedzana przez turystów już w ostatnich latach XIX wieku, jednak początkowo poza szałasem przewodnika Macieja Sieczki brak było na niej jakiejkolwiek przeznaczonej dla wędrowców infrastruktury. W grudniu 1890 roku Towarzystwo Tatrzańskie (TT) zakupiło od jednego ze współwłaścicieli, Jana Chyca (lub Hyca) z Zakopanego, dziesiątą część hali. Na parceli znajdowały się dwie szopy pasterskie, spośród których jedną już w kolejnym roku zaadaptowano na tymczasowy schron o wymiarach 5 × 4 m, a następnie przeniesiono w inne miejsce.
W 1894 roku w bezpośrednie sąsiedztwo schronu przeniesiono także i drugą szopę, w której urządzono kuchnię i pomieszczenie dla dzierżawcy (dotąd bowiem budynek pozostawał niezagospodarowany). Do izby głównego obiektu wstawiono łóżka z pościelą i najistotniejsze sprzęty. Gospodarza upoważniono do sprzedaży turystom podstawowych artykułów spożywczych. Dwa lata później schronisko poszerzono, dobudowując drugą izbę (5,60 × 4 m). W 1897 roku wstawiono kolejne trzy łóżka, zwiększając liczbę miejsc noclegowych do siedmiu. Schronisko otwarte było wówczas co do zasady wyłącznie w sezonie letnim (od połowy czerwca do połowy września).
W 1905 roku dzierżawcą schroniska został miejscowy baca Jędrzej Bustrycki (właściwie Andrzej Kasprzak z Bustryku), który gospodarzył w obiekcie przez kolejnych 17 lat. Już na początku jego rządów schronisko wyposażono w dodatkowe stoły i ławy ustawione na ganku i przed budynkiem. W 1907 roku schronisko trafiło pod opiekę Zakopiańskiego Oddziału Narciarzy TT (późniejsza Sekcja Narciarska), który rozpoczął jego remont. Od strony wschodniej wybudowano nowy ganek, prowadzono też dalsze naprawy i uzupełniano inwentarz. Pracami kierował Mariusz Zaruski. W okresie zimowym schronisko było zamykane na klucz, który można było pobrać w Zakopanem. Dodatkowo okiennice obito blachą, co miało chronić obiekt przed wandalami, którzy w poprzednich latach włamywali się do środka, zużywali opał i niszczyli wyposażenie. Mimo tego wczesną wiosną 1909 roku schronisko zostało ograbione, przypuszczalnie przez kłusowników. Przed rozpoczęciem właściwego sezonu inwentarz uzupełniono, przed budynkiem postawiono latarnię, zaś na szczycie zawieszono szyld Towarzystwa Tatrzańskiego.
Począwszy od 1910 roku władze TT mimo dużej popularności obiektu wśród coraz liczniejszych turystów nie planowały już większych inwestycji, jako że coraz bliższe wydawały się plany budowy dużego schroniska nad Czarnym Stawem Gąsienicowym. Dalsze ograniczenie nakładów finansowych TT wynikało także z wybuchu w 1914 roku wojny światowej. Faktu tego nie zmieniło, że już pierwszej wojennej zimy nieznani sprawcy kilkakrotnie włamywali się do wnętrza schroniska. Mimo doraźnych napraw skala zniszczeń dokonanych przez maruderów i rosyjskich jeńców zatrudnionych w Tatrach w latach 1917–1918 przy pracach leśnych spowodowała, że odpowiedzialny za utrzymanie obiektów górskich TT Walery Goetel w 1918 określił stan schroniska jako „rozpaczliwy”. Generalny remont wykonany po zakończeniu działań wojennych obejmował m.in. wymianę dachu na obu budynkach schroniska, wstawienie nowych płazów w ściany kuchni, a także wymianę powały i podłogi w głównym obiekcie.
W 1921 roku w pobliżu rozpoczęto budowę nowego schroniska Polskiego Towarzystwa Tatrzańskiego nazwanego później Murowańcem, co ostatecznie przesądziło los drewnianego obiektu jako co najwyżej budynku zapasowego. Wtedy też z prowadzenia starego schroniska zrezygnował Jędrzej Bustrycki, który kilkadziesiąt metrów dalej rozpoczął budowę własnej gospody, Betlejemki. Następnym gospodarzem schroniska PTT został Józef Gąsienica Tomków, który jednak dzierżawił obiekt tylko przez jeden sezon. Z uwagi na fakt, że starostwo nowotarskie nie chciało udzielić mu koncesji na prowadzenie wyszynku, postanowiono nie przedłużać z nim umowy, oddając obiekt w zarząd Oddziału Warszawskiego PTT i gospodarzy Murowańca. Ostatecznie nastąpiło to w czerwcu 1923 roku po przeprowadzeniu przymusowej eksmisji dawnego zarządcy.
Oddział Warszawski szybko przeprowadził modernizację schroniska, zwiększając liczbę miejsc noclegowych do 30. Wstawiono nowe tapczany, piece, a także połączono korytarzem główny budynek z kuchnią. Środki uzyskiwane z prowadzenia starego schroniska przeznaczano na budowę nowego. Po otwarciu Murowańca, co nastąpiło w 1925 roku, stary obiekt wykorzystywany był przede wszystkim podczas najwyższej frekwencji przekraczającej możliwości noclegowe schroniska. Licznie odwiedzała je także młodzież i studenci (z uwagi na niższe ceny), jak również doświadczeni taternicy przyzwyczajeni do surowych warunków i mniejszego tłoku.
Kolejny poważny remont przeprowadzono w roku 1928. Później, bo w roku 1939, stare schronisko (podobnie jak pobliską maleńką „Kurzą Łapkę”) PTT wynajęło Klubowi Wysokogórskiemu z przeznaczeniem na stworzenie tam szkoły taternictwa. Schronisko przetrwało II wojnę światową, w czasie której użytkowane było bardzo rzadko, jednak kilka miesięcy po jej zakończeniu zostało rozebrane.

## Galeria

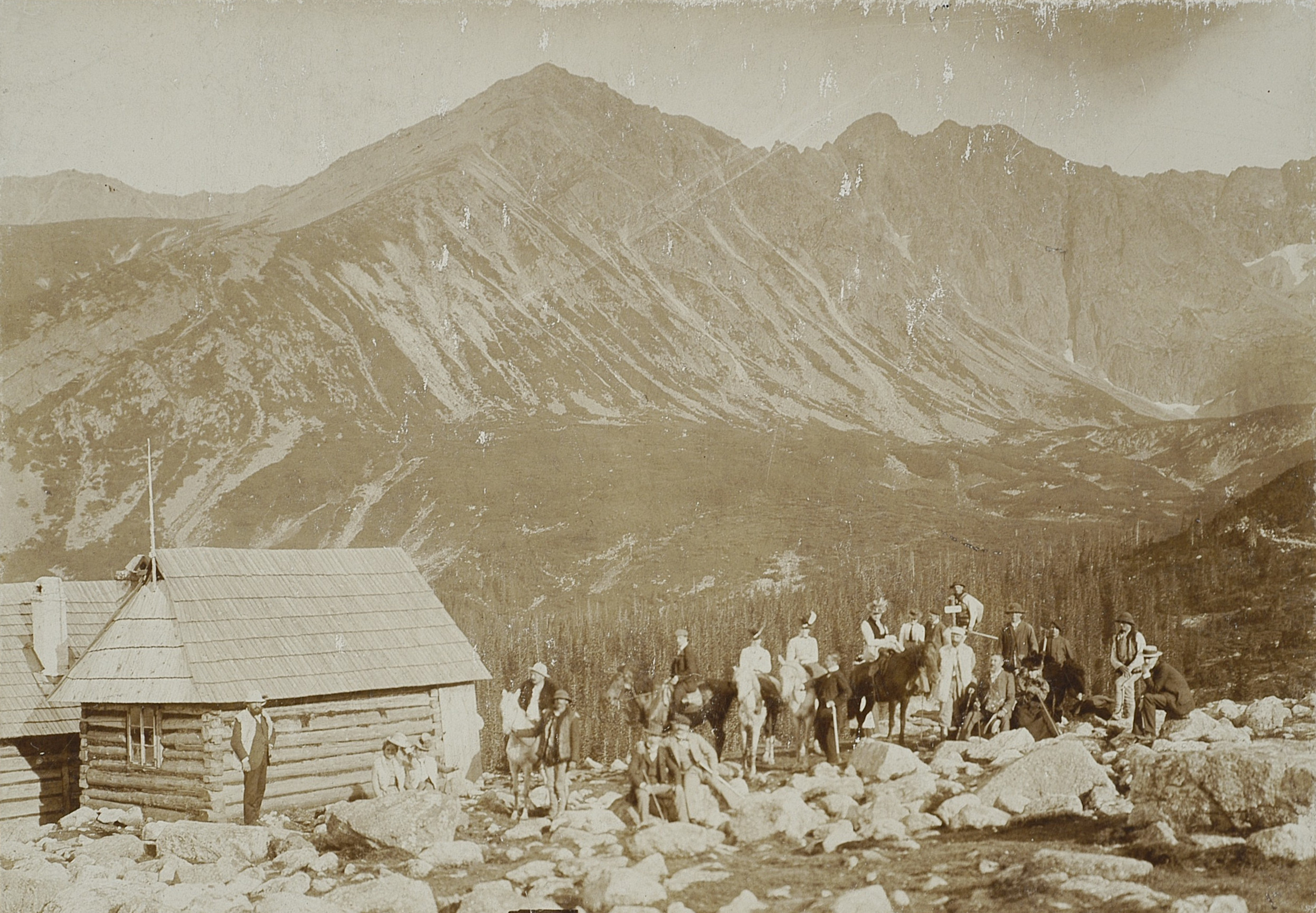
Grupa turystów przed schroniskiem (1899)
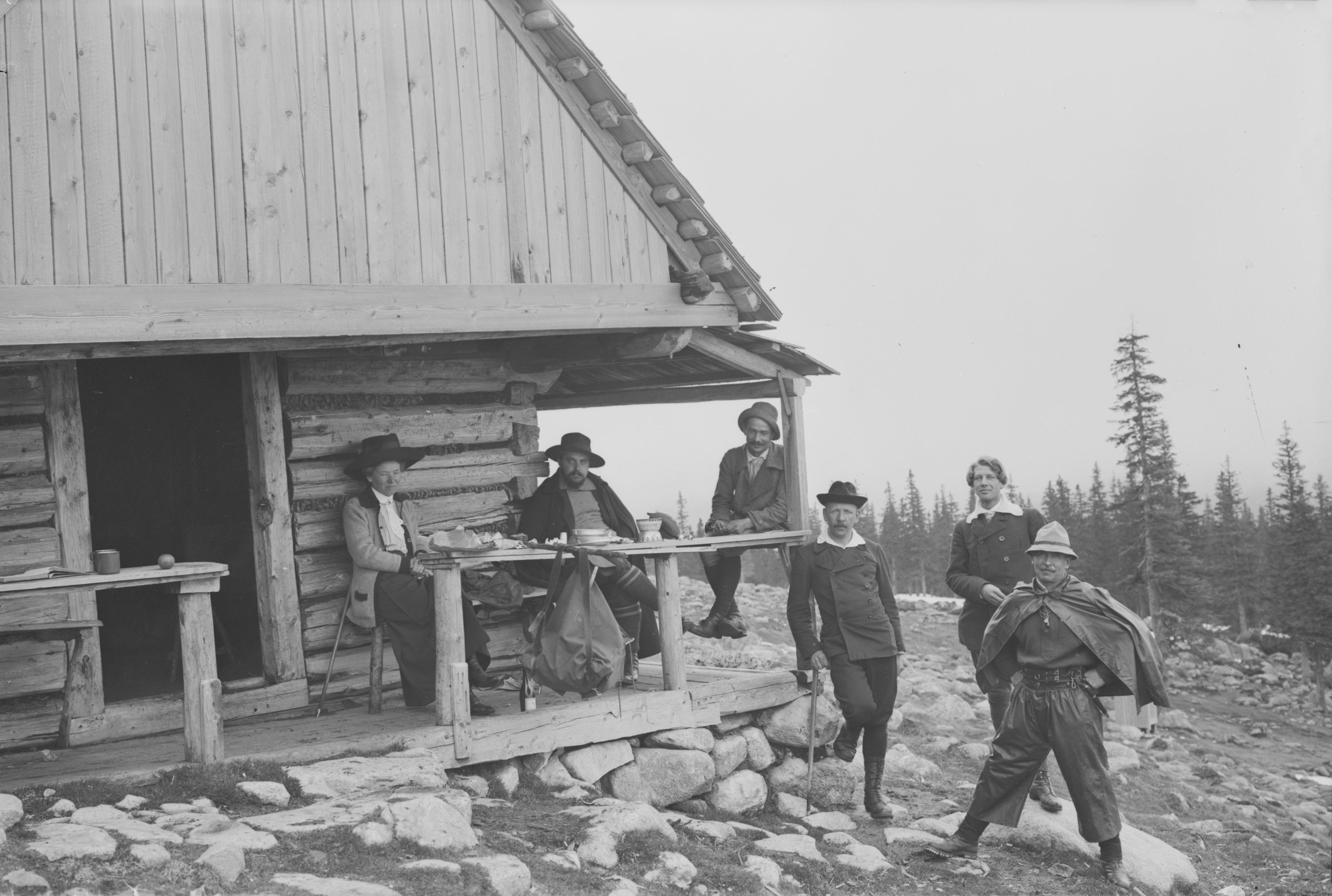
Turyści przed wejściem do schroniska. Pierwszy z prawej Mariusz Zaruski
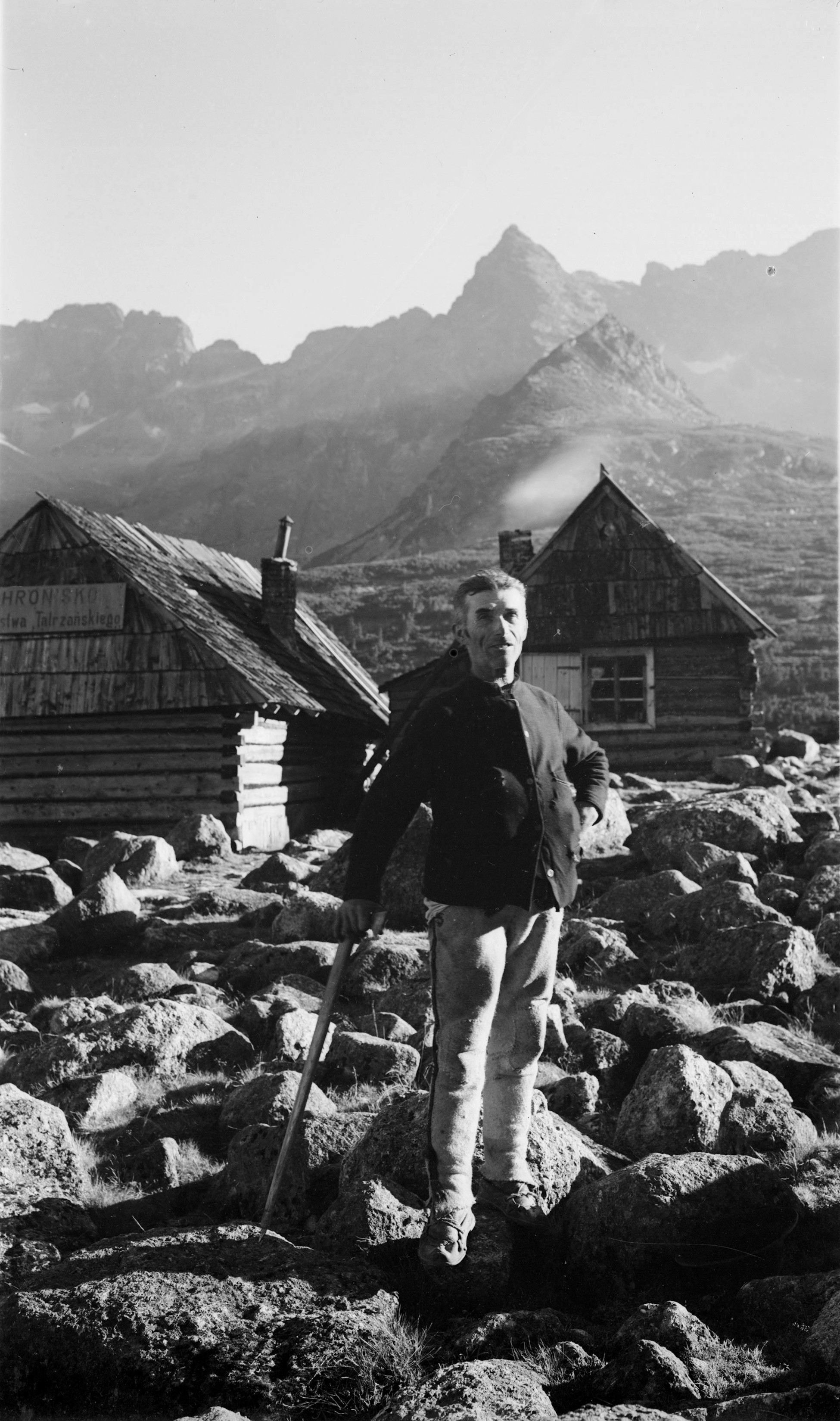
Jędrzej Bustrycki, wieloletni gospodarz obiektu